# Kakuma

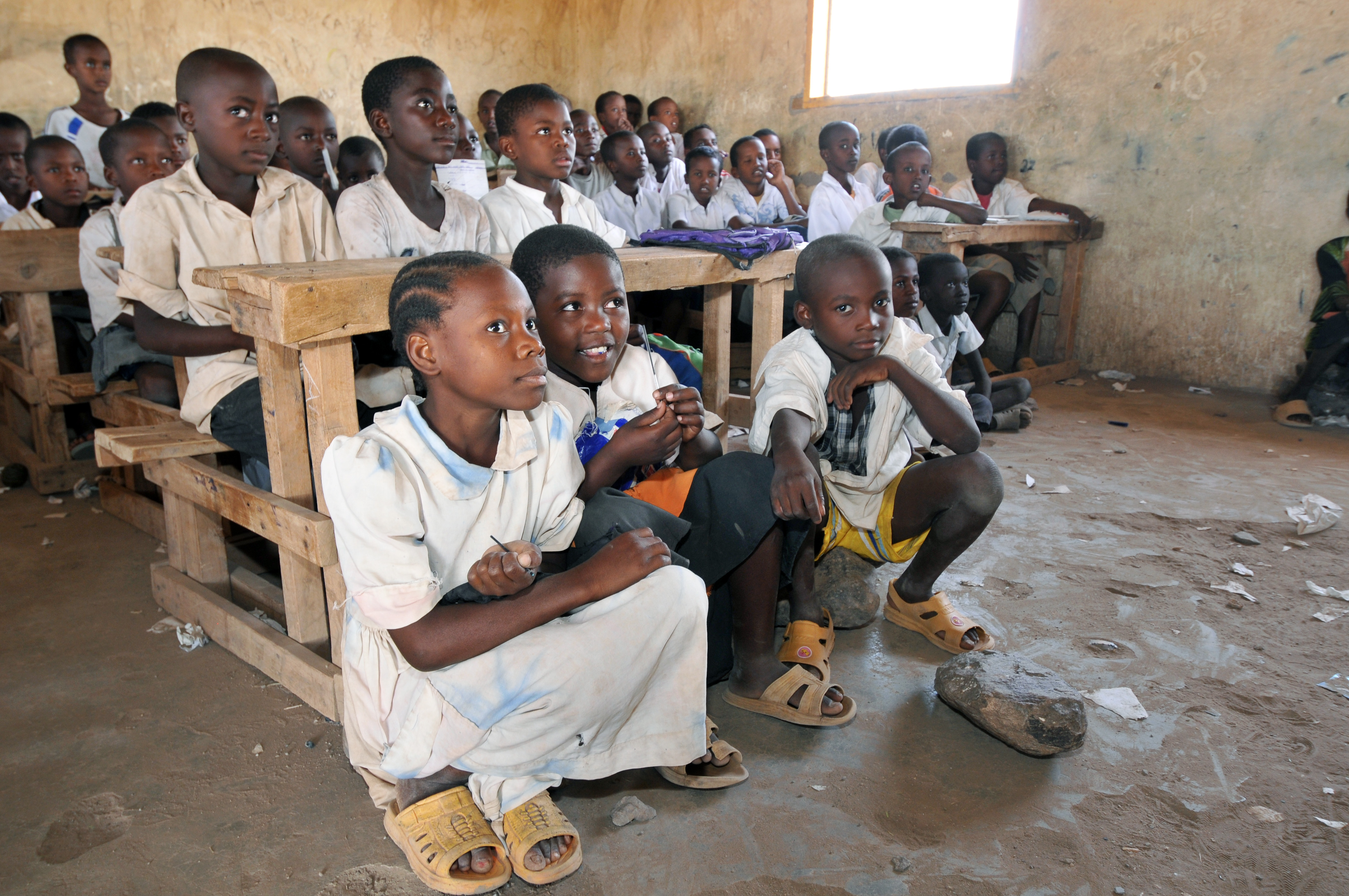
Copii de scoala in tabara de refugiati Kakuma

Kakuma este un oraș din Kenya.